# Supercoppa italiana 2020 (calcio femminile)
La Supercoppa italiana 2020 di calcio femminile è stata la ventiquattresima edizione della Supercoppa italiana di calcio femminile. Il torneo si è disputato dal 6 al 10 gennaio 2021 allo stadio comunale di Chiavari. Il trofeo è stato vinto per la seconda volta consecutiva (e in totale) dalla Juventus, che ha vinto la finale contro la Fiorentina per 2-0 grazie alla doppietta realizzata da Barbara Bonansea.
Per la prima volta la competizione si è disputata nell'anno solare successivo alla chiusura di Serie A e Coppa Italia, terminate anzitempo nel febbraio del 2020.

## Formato
A contendersi il trofeo sono state per la prima volta quattro squadre e non due: la Juventus, vincitrice del campionato di Serie A 2019-2020, e, in mancanza della vincitrice o finalista perdente della Coppa Italia 2019-2020, sospesa definitivamente per la pandemia di COVID-19 quando si era arrivati al ritorno dei quarti di finale, le classificate dal secondo al quarto posto in campionato: nell'ordine Fiorentina, Milan e Roma. La competizione ha visto svolgersi due gare di semifinale in gara unica nella sede prestabilita, con le vincenti di queste sfide che hanno avuto accesso alla finale che ha assegnato il trofeo, anch'essa in gara unica nella stessa sede. La Juventus, prima classificata della Serie A 2019-2020, ha sfidato la Roma, quarta in classifica e, di conseguenza, la Fiorentina, seconda classificata, si è scontrata col Milan, terzo in classifica. Entrambe le sfide si sono disputate il giorno dell'Epifania, mentre la finale è stata giocata il 10 gennaio 2021. Non è stata disputata la finale per il 3º e 4º posto.

## Squadre partecipanti
| Squadra    | Qualificazione                       | Ultima partecipazione    |
| ---------- | ------------------------------------ | ------------------------ |
| Juventus   | 1ª classificata in Serie A 2019-2020 | Supercoppa italiana 2019 |
| Fiorentina | 2ª classificata in Serie A 2019-2020 | Supercoppa italiana 2019 |
| Milan      | 3ª classificata in Serie A 2019-2020 | -                        |
| Roma       | 4ª classificata in Serie A 2019-2020 | -                        |

## Risultati

### Tabellone
|  | Semifinali     | Semifinali     | Semifinali |            |   | Finale   | Finale | Finale |  |
|  |                |                |            |            |   |          |        |        |  |
|  | Juventus (dts) | Juventus (dts) | 2          |            |   |          |        |        |  |
|  | Juventus (dts) | Juventus (dts) | 2          |            |   |          |        |        |  |
|  | Roma           | Roma           | 1          |            |   |          |        |        |  |
|  | Roma           | Roma           | 1          |            | 1 | Juventus | 2      |        |  |
|  |                |                |            |            | 1 | Juventus | 2      |        |  |
|  |                |                | 2          | Fiorentina | 0 |          |        |        |  |
|  | 2              | Fiorentina     | 2          | Fiorentina | 0 | 2        |        |        |  |
|  | 2              | Fiorentina     |            |            |   |          |        |        |  |
|  | 3              | Milan          | 1          |            |   |          |        |        |  |

### Semifinali
| Arbitro: | Marcenaro (Genova) |

|                           |           |           |
| Bonansea 23’ Girelli 116’ | Marcatori | 48’ Swaby |

| Arbitro: | Miele (Nola) |

|                   |           |             |
| Kim 56’ Quinn 65’ | Marcatori | 6’ Giacinti |

### Finale
| Arbitro: | Marotta (Sapri) |

|                   |           |  |
| Bonansea 39’, 55’ | Marcatori |  |

## Statistiche

### Classifica marcatrici
| Gol | Rigori |  | Giocatore          | Squadra    |
| --- | ------ |  | ------------------ | ---------- |
| 3   |        |  | Barbara Bonansea   | Juventus   |
| 1   |        |  | Valentina Giacinti | Milan      |
| 1   |        |  | Cristiana Girelli  | Juventus   |
| 1   |        |  | Abigail Kim        | Fiorentina |
| 1   |        |  | Louise Quinn       | Fiorentina |
| 1   |        |  | Allyson Swaby      | Roma       |